# Escut d'Alcalà de Xivert
L'escut d'Alcalà de Xivert és el símbol oficial d'Alcalà de Xivert, municipi del País Valencià, a la comarca del Baix Maestrat. Té el següent blasonament:
| « | Escut quadrilong de punta redona. En camp d'atzur, un castell del seu color d'un homenatge, alçat sobre un talús, maçonat i aclarit de sable, acostat a destra d'un estel de plata de vuit puntes, i a sinistra, d'un calze amb una hòstia, tot d'argent, i sobremuntades les tres figures de sengles creus de Montesa de gules. Al timbre, corona reial oberta, tradicional al Regne de València. | » |

## Significat
El castell fa referència al castell de Xivert i, potser també, a l'etimologia del topònim, que en àrab significa castell o fortí. L'estel i el calze poden referir-se a la Mare de Déu i a Jesús, com a protectors de la població. I les tres creus són per la senyoria que sobre Alcalà de Xivert tingué l'orde de Montesa.

## Història
Es tracta d'un escut històric d'ús immemorial amb tres-cents anys de testimonis gràfics i escrits amb lleugeres variants. El 2020 va ser rehabilitat d'acord amb una proposta elaborada pel Consell Tècnic d'Heràldica i Vexil·lologia (CTHV) de la Generalitat Valenciana. Els canvis més significatiu respecte a l'escut que feia servir anteriorment l'Ajuntament són: que les creus tornen a ser gregues; i el castell, en lloc d'estar terrassat, ara s'alça sobre un talús. A més, ara el calze és d'argent, igual que l'hòstia i l'estel.
L'any 2018, el Ple de l'Ajuntament, en sessió celebrada el 28 de març, va aprovar el projecte d'escut municipal, d'acord amb la proposta del CTHV, tal com s'informava al DOGV núm. 8288 de 7 de maig. Dos anys més tard, l'escut va ser rehabilitat per Resolució de 22 de juny de 2020, de la Presidència de la Generalitat, publicada al DOGV núm. 8846 de 30 de juny.

### Evolució de l'escut abans del segle XX
Una de les representacions més antigues que es conserven, de 1709, és l'escut esculpit de la clau de l'arc de la porta de la casa Abadia. N'és coincident amb la descripció de Varona Gil, excepte que no apareix l'hòstia i en comptes d'un castell hi apareix un torre.
A la façana de l'església parroquial, construïda entre 1736 i 1766, damunt de la porta principal existeix un escut de pedra, amb tots els elements de l'anterior. La torre però, s'ha convertit en un castell-fortalesa i una de les creus, la central, adopta la forma llatina i sembla sostinguda per la torre principal.

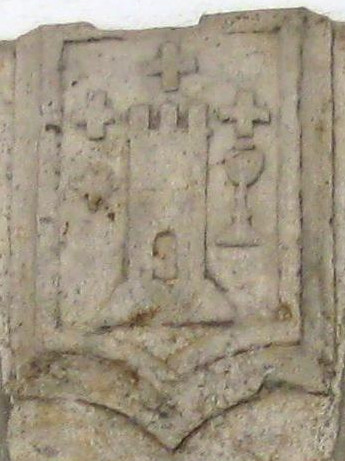
Casa Abadia, 1709.
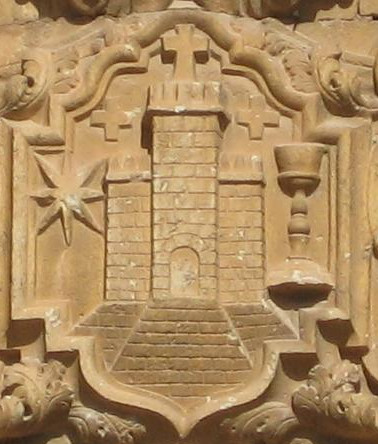
Església de Sant Joan Baptista, 1736-1766.
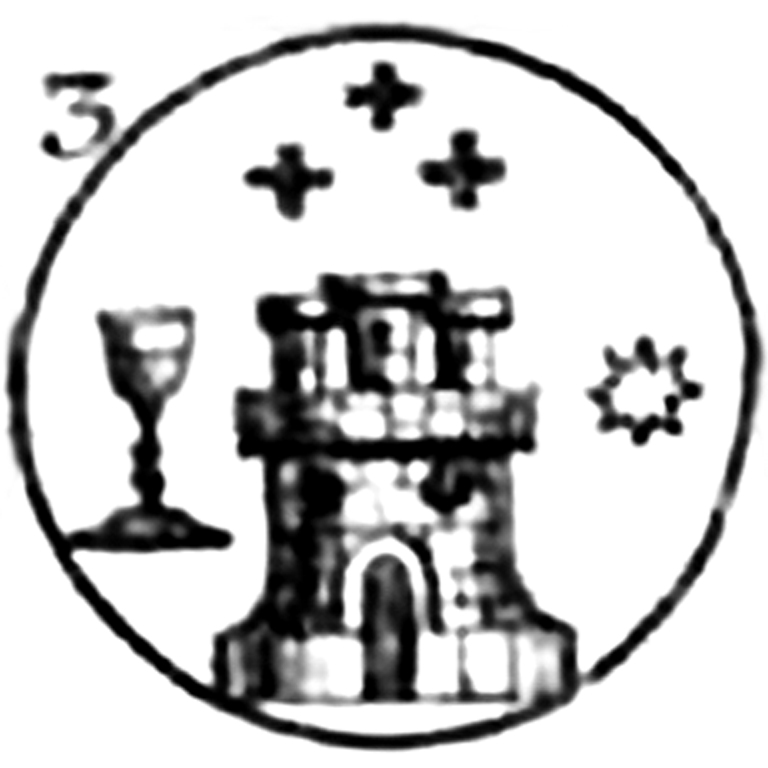
Segons Espinalt (1784)[4].
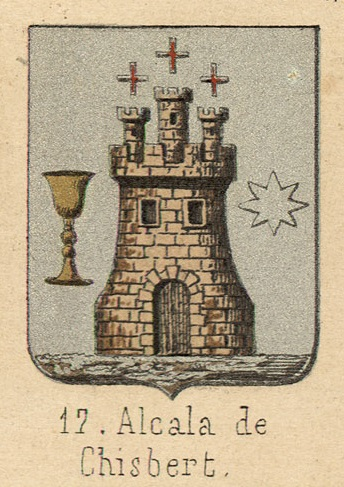
Escut estret de Trofeo heroico, Piferrer, 1860.
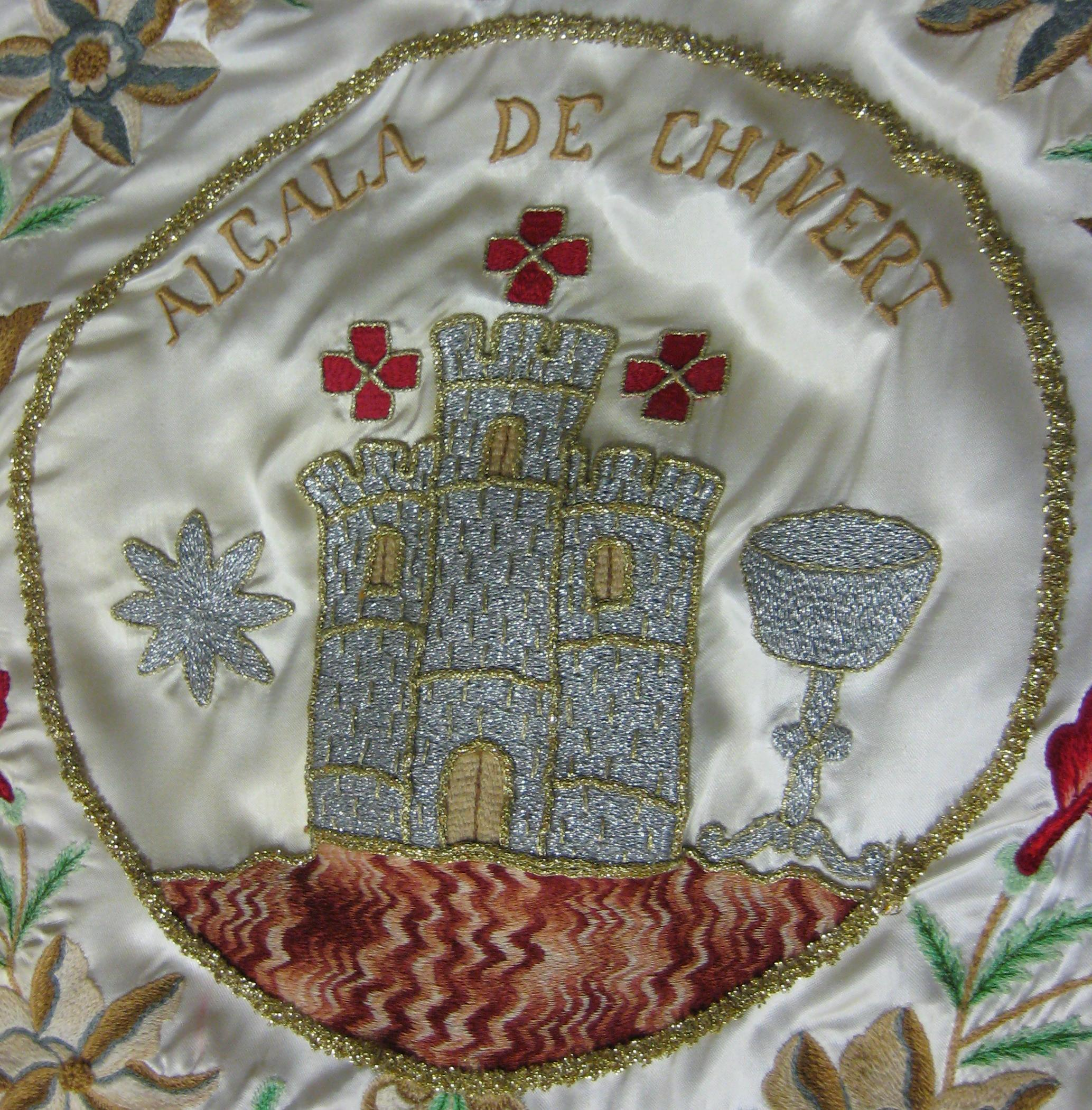
Estendard, segle xix.

En 1786 Bernardo Espinalt García, en la seua obra «Atlante español o Descripcion general de todo el Reino de España» fa la següent descripció:
| « | (castellà) Tiene por Escudo de Armas un Castillo con tres Torres, y encima de cada una, la Cruz de Montesa, y al lado izquierdo del Castillo una Estrella, y al derecho un Caliz, del modo que está demostrado en la Estampa segunda número tres del Tomo VIII. | (català) Té per Escut d'Armes un Castell amb tres Torres, i a sobre de cadascuna, la Creu de Montesa, i al costat esquerre del Castell un Estel, i al dret un Calze, de la manera que està demostrat a l'Estampa segona nombre tres del Tomo VIII. | » |

En «Trofeo heroico» (1860), Francesc Piferrer repeteix la descripció d'Espinalt.
A la bandera-estendard del poble (segle xix) hi ha un escut brodat que té tots els elements dels escuts anteriors: castell, estel i calze i les tres creus de Montesa roges; el calze però, d'argent; i el castell, aclarit i maçonat d'or. No hi apareix l'hòstia.
En l'Arxiu Històric Nacional es conserven tres segells en tinta, un de 1850 de l'Alcaldia-Corregiment, i dos més de 1876 de l'Ajuntament i l'Alcaldia.

Corregiment, 1850.
Ajuntament, 1876.
Alcaldia, 1876.

Aquests segells van acompanyats de la següent nota:
| « | (castellà) Sello del Ayuntamiento. Según la tradicion se instituyó este sello en la época de los Templarios, á la cual hacen referencia sus emblemas, como son las Cruces del fondo y el castillo que fue conquistado por ellos y cuyas ruinas aun existen en este término municipal bajo la denominacion de «Chivert». Se ignora á que hace referencia el caliz y la estrella que aparecen á los lados del castillo (...) | (català) Segell de l'Ajuntament. Segons la tradició s'instituí aquest segell a l'època dels Templers, a la qual fan referència els seus emblemes, com són les Creus del fons i el castell que va ser conquistat per ells, les ruïnes del qual encara existeixen en aquest terme municipal sota la denominació de «Xivert». S'ignora a què fa referència el calze i l'estrella que apareixen als costats del castell (...). | » |

En «Historia, Geografía y Estadística de la Provincia de Castellón» de Bernardo Mundina, de 1873, hi apareix la següent descripció:
| « | (castellà) El escudo de armas que usa el ayuntamiento de esta población, consiste en un fuerte cuadrangular, en cuyo centro tiene un portal, coronado de almenas: sobre este fuerte se eleva una pequeña torrecita cuadrada sobre la cual hay una cruz, á la parte derecha tiene un cáliz con la hostia y sobre ésta otra cruz aislada; y á la izquierda tiene una estrella paralela al cáliz y sobre ésta otra cruz formando simetría con la de la parte derecha. | (català) L'escut d'armes que usa l'Ajuntament d'aquesta població, consisteix en un fort quadrangular amb un portal al centre, coronat de merlets: sobre aquest fort s'eleva una petita torreta quadrada sobre la qual hi ha una creu, a la part dreta té un calze amb l'hòstia, i per damunt d'aquesta, altra creu aïllada; i a l'esquerra té un estel paral·lel al calze, i per damunt, altra creu formant simetria amb la de la part dreta. | » |

En «Alcalá de Chivert: Recuerdos históricos» de José Ruiz de Lihory, de 1905, es fa una altra descripció:
| « | (castellà) Consiste el de esta villa de un castillo coronado de almenas; sobre él se eleva una torrecilla cuadrada surmontada por una cruz. En la parte derecha hay un cáliz con la hostia, y sobre ella una pequeña cruz aislada, y en la izquierda una estrella paralela al cáliz y con otra cruz igual á la del lado derecho. | (català) Consisteix el d'aquesta vila en un castell coronat de merlets; i per sobre d'ell s'eleva una torreta quadrada sobremuntada per una creu. En la part dreta hi ha un calze amb l'hòstia, i per damunt, una petita creu aïllada, i en la part esquerra un estel paral·lel al calze i amb altra creu igual a la del costat dret. | » |

En «Geografía General del Reino de Valencia» de Carlos Sarthou Carreres, de 1913, l'escut és representat i descrit:
| « | (castellà) ESCUDO DE ARMAS: Consiste en un castillo rematado por tres almenas y coronado por tres cruces cuadradas en el aire. A la derecha hay una cáliz con una hostia; á la izquierda una estrella. | (català) ESCUT D'ARMES: Consisteix en un castell rematat per tres merlets i coronat per tres creus. A la dreta hi ha un calze amb una hòstia; a l'esquerra, un estel. | » |

### Segle XX

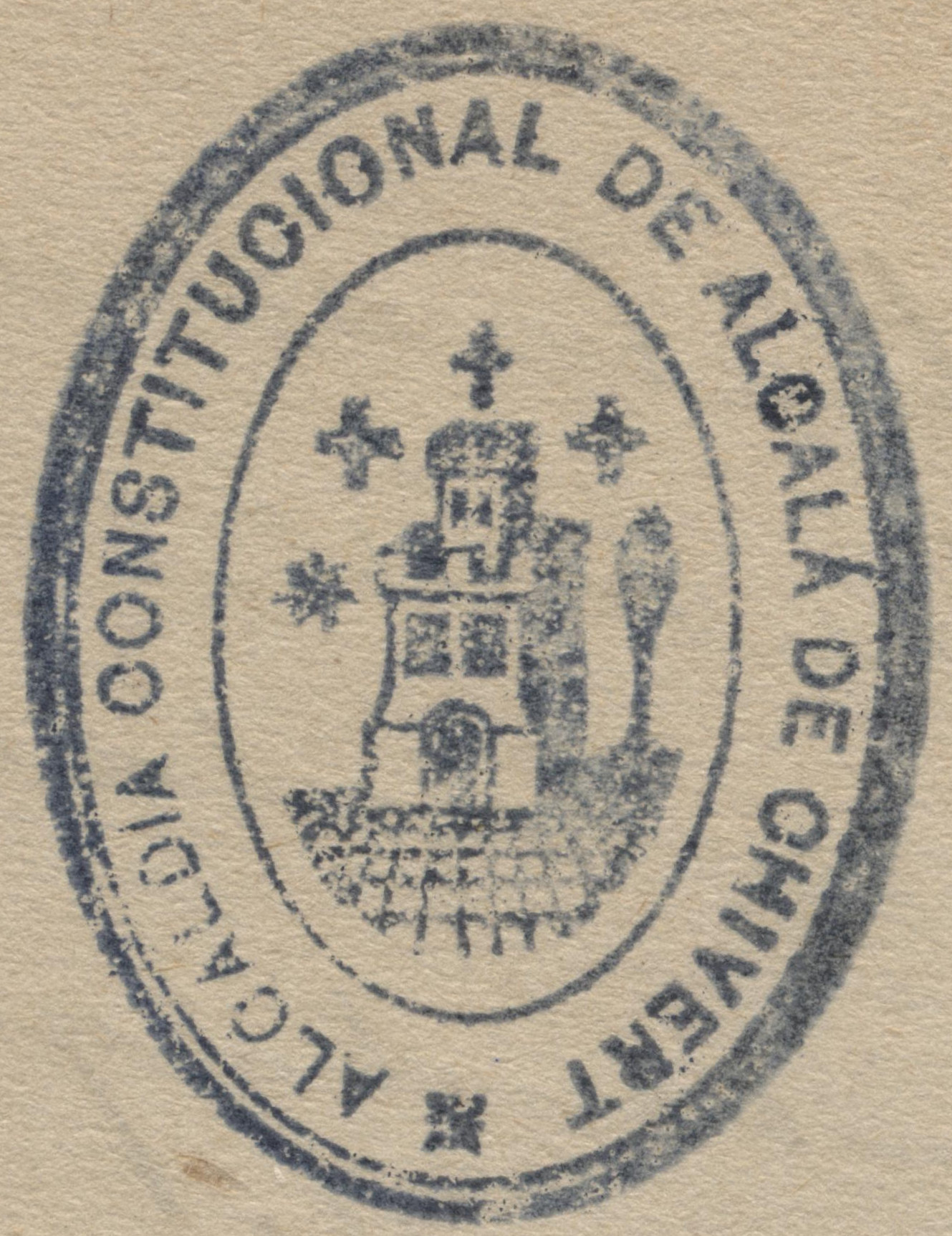
Segell de 1919.
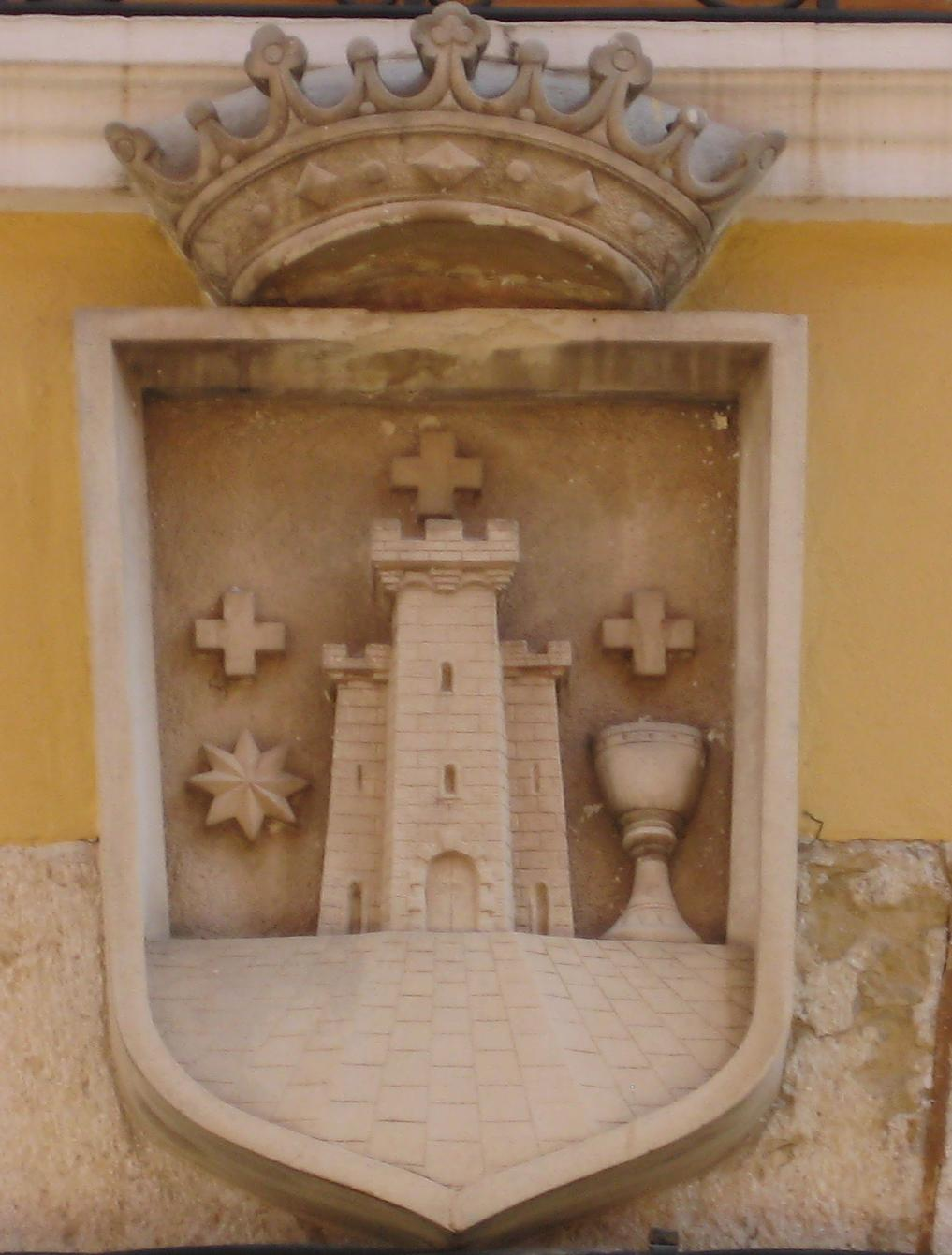
Ajuntament, segle xx.
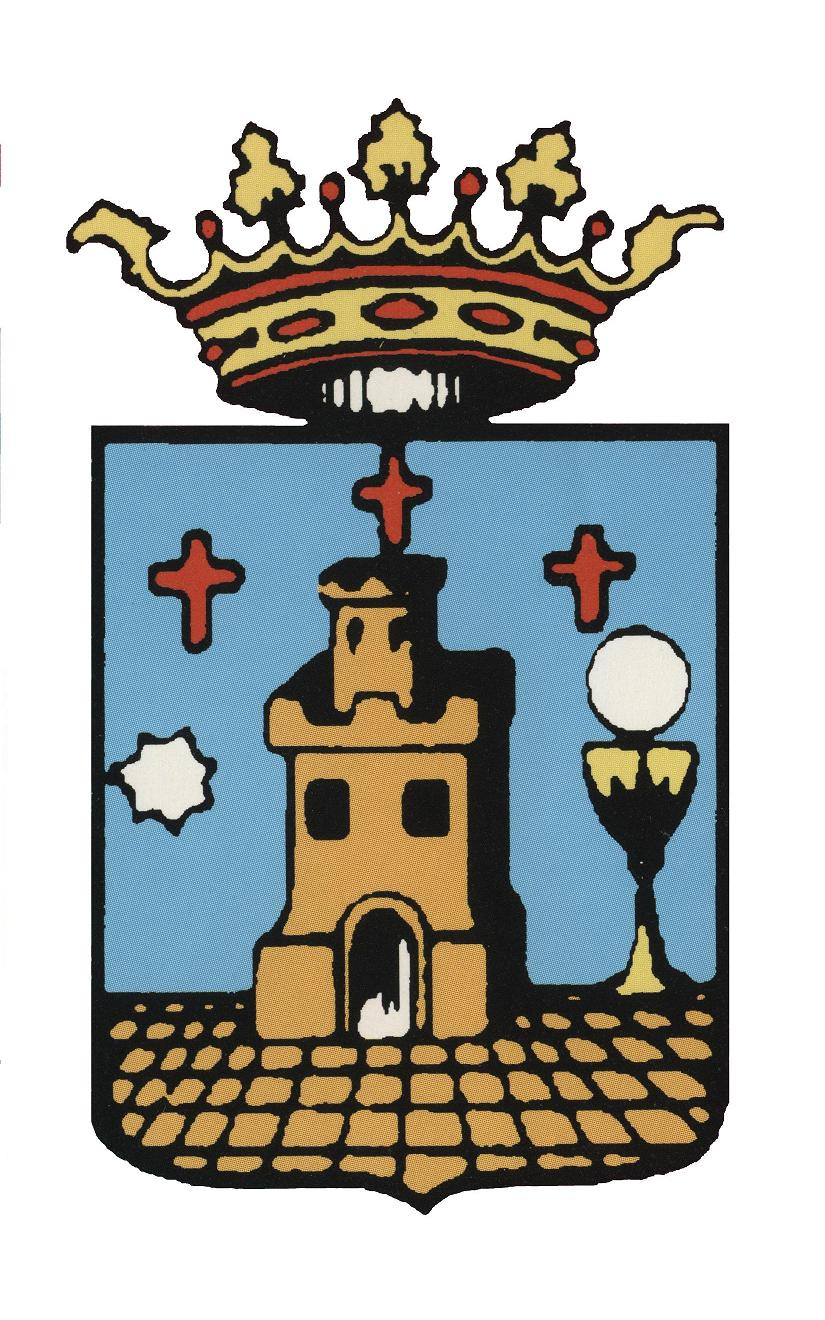
Utilitzat durant quasi tot el segle xx.
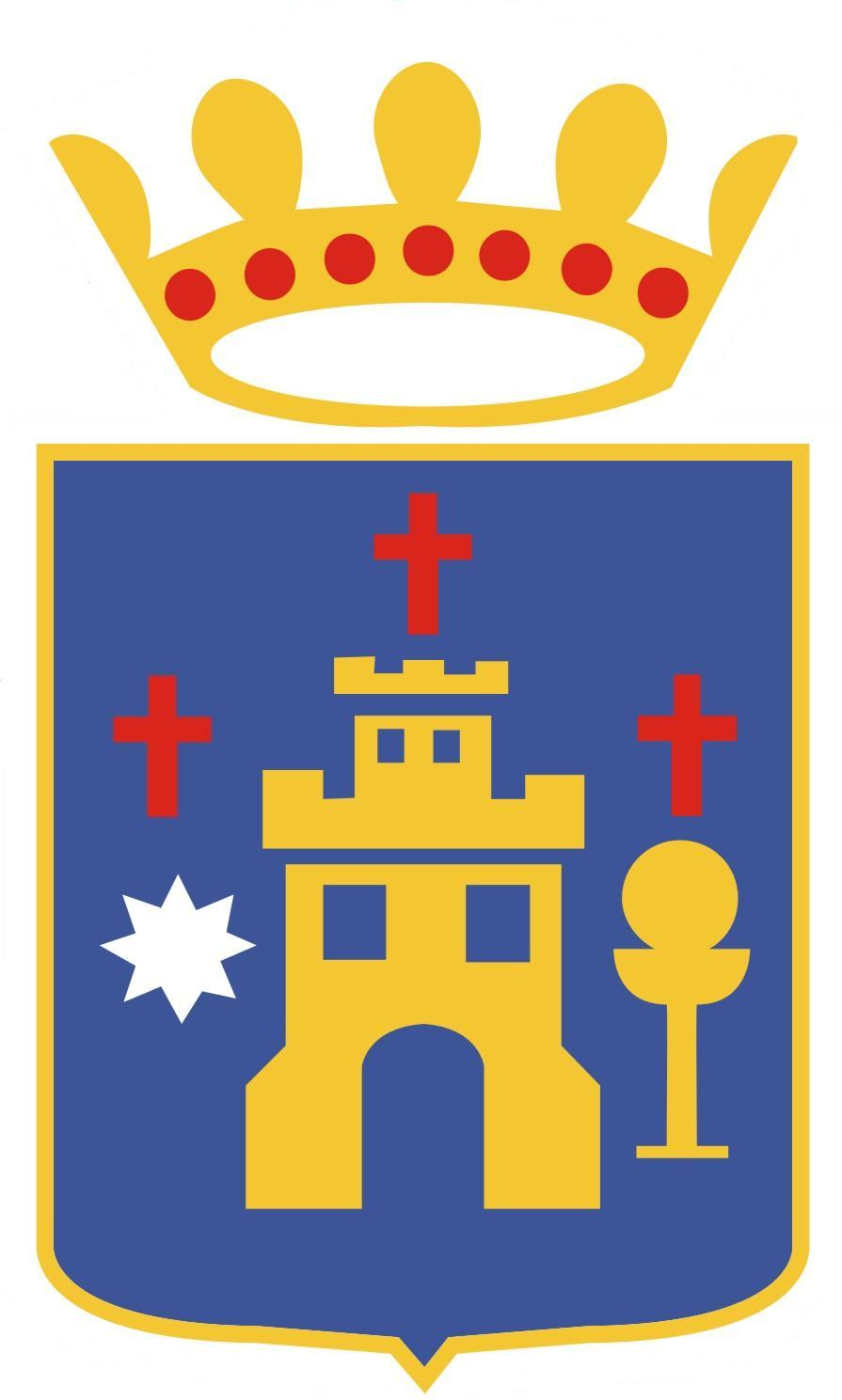
Logotip, 1997.

L'Ajuntament però, utilitzà durant quasi tot el segle xx, un escut amb creus llatines, en lloc de les creus gregues, que hi apareixen als escuts més antics. La versió usada abans de l'aprovació de la versió oficial actual hauria d'haver tingut el següent blasonament, segons Varona Gil: 
| « | Escut quadrilong amb el centre inferior en punta. En camper d'atzur un estel d'argent de vuit puntes i un calze d'or amb hòstia d'argent flanquejant un castell del seu color amb una torre, aclarit de sable i terrassat de color natural; sobremuntant les figures, sengles creus de Montesa (gregues de gules) mal ordenades. Per timbre, una corona reial oberta. | » |

Des de 1997 l'Ajuntament va utilitzar, a més d'aquest, en quasi tota la seva correspondència i documentació gràfica, un logotip o versió simplificada de l'escut, que presentava algunes diferències: l'hòstia era d'or i, el castell estava aclarit i sense terrassar.
En un document oficial de l'Ajuntament fet el 1919 apareix segellat l'escut, encara amb creus gregues. A la façana de l'Ajuntament, damunt la porta que dona al carrer de la Puríssima, hi ha col·locat un escut del segle xx, còpia del situat a l'església, també amb les creus gregues.